# Nyerro
Se identifica como nyerro a un miembro de una facción político-civil-militar catalana surgida en el siglo XVI, formada por bandoleros y campesinos de clase media, que representaba a la mitad de la clase noble de la época, que defendía los intereses y territorios de los señores feudales y que estaba en continua confrontación con los cadells, que eran otra facción que defendía a una parte de los nobles y a las clases urbanas.

## Origen
La palabra nyerro proviene de Nyer, una localidad de la comarca del Conflent —desde el Tratado de los Pirineos de 1659 pertenece a Francia; en la actualidad pertenece al departamento de Pirineos Orientales, región de Languedoc-Rosellón—, que gobernaba Tomás de Banyuls i Llupiá, noble y señor de Nyer, y que llamaba a sus hombres nyerros, nombre que luego se extendió a un bando de los dos confrontados en Cataluña, y  que sirvió de refugio a famosos bandoleros nyerros como Joan Sala i Ferrer "Serrallonga" y fue lugar de enfrentamientos entre los dos bandos (nyerros y cadells). John Elliott en La Revolta catalana (1966), señala que el origen del término está en que su preboste Tomás de Banyuls era señor de Nyer.

## Símbolos
Portaban en sus vestimentas una insignia con la figura de un lechón. Portaban sombrero rojo y una larguísima capa.

## Acciones
Solían asaltar carruajes que transportaban impuestos del estado, y a séquitos de nobles favorables a la monarquía hispánica. 

## Algunos integrantes del bando Nyerro
- Antonio Roca (bandolero)
- Testa de Ferro (bandolero)
- Perot Rocaguinarda (bandolero)
- Serrallonga (bandolero)
- Tomàs de Banyuls i de Llupià (noble)
- Alexandre d'Alentorn (diputado de la Generalidad)